# L'uomo dei sogni (leggenda urbana)
L'uomo dei sogni, anche conosciuto come This Man, è una leggenda metropolitana nata come azione di guerrilla marketing ideata dal sociologo Andrea Natella. Sebbene il film per cui abbia fatto pubblicità non sia mai uscito, la leggenda ha continuato a essere diffusa e sviluppata, anche in altri media. La frase con cui l'argomento viene solitamente introdotto è "Hai mai sognato quest'uomo?"

## Leggenda
Sebbene le origini di questa figura risalgono sino ai primi anni '80, il fenomeno viene cementificato solo nel 2006. Nel gennaio di quell'anno, infatti, la paziente di un noto psichiatra di New York disegnò il ritratto di un uomo che appariva nei suoi sogni, e che spergiurava di non conoscere. Il ritratto rimane sulla scrivania dello psichiatra per qualche giorno, fino a che un altro paziente lo riconosce, affermando anche lui di non averlo mai visto prima. Lo psichiatra diffonde allora il ritratto fra altri suoi pazienti: tutti riconoscono la figura, identificata solo come This Man (lett. "Quest'uomo"). Il ritratto dell'uomo poi si diffonde, con molta gente da tutte le parti del globo che lo riconosce, e gli affida diverse funzioni e scopi.
Il sito viene creato per aggregare informazioni e avvistamenti, e tentare di risolvere il mistero. Il webmaster chiede a chiunque abbia informazioni, o abbia visto l'uomo, di contattarlo, e di diffondere il ritratto per raggiungere più persone possibili. Diverse teorie vengono riportate sull'uomo: la teoria che sia un'immagine archetipica jungiana, che sia una rappresentazione di Dio, che sia una vera persona in grado di entrare nei sogni della gente, anche se il suo aspetto potrebbe non corrispondere all'immagine che appare nei sogni, che sia un fenomeno suggestivo per cui, essendo la gente impressionata da questo fenomeno, inizi autonomamente a sognare l'uomo, oppure che le sue apparizioni siano una semplice casualità.

## Diffusione

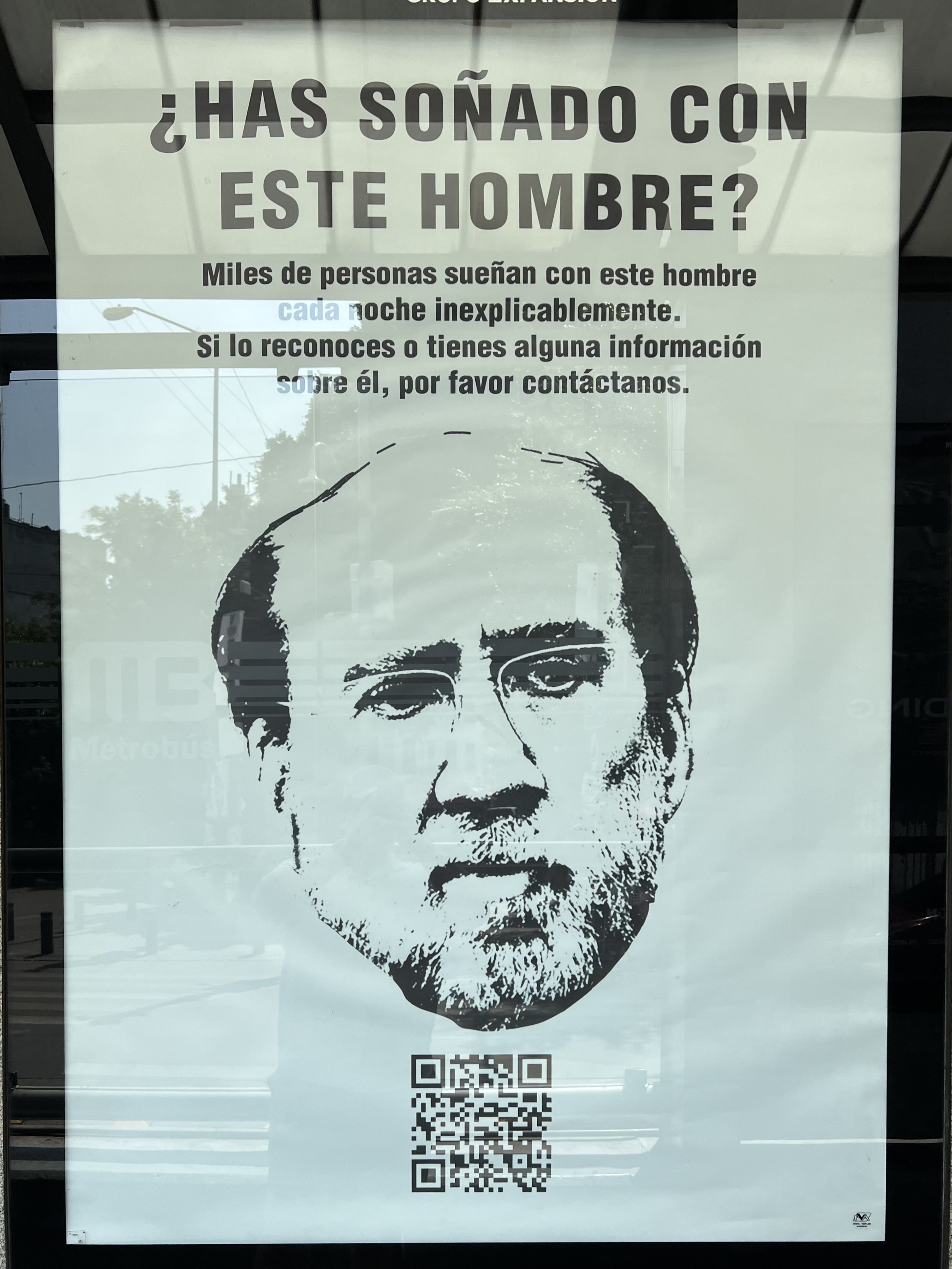
L'uomo dei sogni.

Sin dalla creazione del sito, era possibile scaricare un volantino in diverse lingue, fra cui inglese, francese, italiano, spagnolo e cinese, raffiguranti Quest'uomo, lo slogan e riportanti l'indirizzo del sito. Diversi altri volantini in ulteriori linguaggi sono stati creati dal webmaster dal 2009 al 2013.
Il sito ha subito attirato l'attenzione del web, compresi blogger e 4chan, ed è stato ripreso da giornali di tutto il mondo, come The Sun, France 24, Bild e La Stampa. Popolarizzato grazie a una battuta del comico Tim Heidecker, era stato annunciato un film sulla storia diretto da Bryan Bertino, e prodotto da Ghost Pictures di Sam Raimi. Nessun'altra notizia è seguita all'annuncio del film.
Mymovies ha riportato che il progetto era anche stato proposto ad alcuni studi italiani, che però lo hanno rifiutato.
Nonostante il sito abbia riscosso successo, con più di due miliardi di visite dal suo lancio e più di 100,000 mail inviate sull'uomo, sin dall'inizio è stato discusso se le informazioni contenute fossero veritiere. Una ricerca inversa dell'IP del sito ha confermato che il dominio apparteneva a guerillamarketing.it, un sito di cui era proprietario Andrea Natella, che dichiarava di essere precedentemente attivo sotto lo pseudonimo di Luther Blissett. Nel 2010, in un post sulla società KOOK, di cui era proprietario, il creatore rivela che era una mossa di marketing virale per il film che doveva essere prodotto da Ghost Pictures.
Tuttavia, il debunking non ha frenato la diffusione della leggenda: un caso eclatante è avvenuto nel 2015, quando Vice ha intervistato Andrea Natella sulla leggenda, credendo fosse un fenomeno reale. In questa occasione, il sociologo ha affermato che ha creato il sito sotto l'ispirazione dell'uomo dei sogni.
A partire dal secondo decennio degli anni 2000, il webmaster dietro al sito ha aperto canali social su Facebook, Twitter, Instagram e YouTube.

## Struttura del sito
Il sito, sia nella sua forma storica che moderna, è statico, con dei menù laterali che rimandano alle sezioni History (la leggenda), Dreams (raccolta di sogni), Theories (teorie dell'uomo dei sogni), Portraits (diverse rappresentazioni artistiche dell'uomo), In the world (foto dei volantini appesi in giro per il mondo), Download (sezione da cui si possono scaricare i volantini, in diverse lingue), Guestbook (sezione in cui i visitatori possono lasciare i commenti. Unica sezione non scritta dal webmaster, ma i commenti che non prendono come vera la leggenda vengono eliminati) e Contact us, rinominata Contact nella nuova sezione (dove appare un form per inviare la mail). Nel passaggio alla nuova versione del sito è stata aggiunta la sezione Fan art.
Se la prima versione del sito aveva uno sfondo bianco e scritte nere, la nuova ha uno sfondo marrone e scritte bianche. A sinistra, inoltre, appaiono i nuovi post pubblicati dal webmaster, l'email di contatto e i pulsanti dei social. I pulsanti di condivisione appaiono invece al fondo delle varie pagine.

## In altri media
- L'uomo dei sogni fa un cameo nell'episodio Doppioni nell'undicesima stagione di X-Files[22], e nel film sudcoreano Lucid Dream[23].
- Appare nel capitolo 83 di DanDaDan come antagonista[24].
- Un manga basato sulla leggenda, This Man, è stato pubblicato dal 2018 al 2019 su Weekly Shonen Magazine[25], e poi raccolto in 5 volumi.
- La storia viene narrata nella serie sud-coreana Mysterious TV Surprise, episodio 497[26].
- Il film Dream Scenario - Hai mai sognato quest'uomo? prende spunto dalla vicenda[17][10].
- Il personaggio viene ripreso nel numero 355 di Dylan Dog, intitolato L'uomo dei tuoi sogni[27]
- Un film giapponese basato sulla leggenda è stato annunciato il 31 gennaio 2024[28].

### Parodie
Sono state create diverse parodie del volantino, con sopra personaggi quali Barack Obama, Reggie Films, SurrealPower e Mario.